# Masirana akiyoshiensis
Masirana akiyoshiensis är en spindelart som först beskrevs av Ryoji Oi 1958.  Masirana akiyoshiensis ingår i släktet Masirana och familjen Leptonetidae.

## Underarter
Arten delas in i följande underarter:
- M. a. imperatoria
- M. a. kagekiyoi
- M. a. primocreata